# Mahienour El-Massry
Mahienour El-Massry (1986) es una abogada egipcia que se especializa en derechos humanos y activista política de Alejandría.
Ha contribuido a organizar protestas pacíficas y apoya actividades para los presos políticos, utilizando las redes sociales para denunciar violaciones de derechos humanos.
A menudo apodada como "la voz de la revolución" y "campeona de los derechos de las mujeres", Mahienour El-Massry fue condenada a dos años de prisión por violar la ley de protestas de Egipto, pero su pena reducida a seis meses. Fue sentenciada por participar en la protesta del 3 de diciembre de 2013, para exigir justicia Khaled Saeed, el hombre que fue torturado hasta la muerte a finales de 2010 y más tarde se convirtió en uno de los símbolos de la revolución egipcia de 2011.
En junio de 2014, Mahienour fue premiada por el Ludovic Trarieux International Human Rights Prize, un premio internacional que se entregar anualmente a un abogado por sus contribuciones a la defensa de los derechos humanos.